# Datana major
Datana major (tên tiếng Anh: Major Datana hoặc Azalea Caterpillar) là một loài bướm đêm thuộc họ Notodontidae. Nó được tìm thấy ở Maryland to Florida, phía tây đến Kansas và Arkansas.

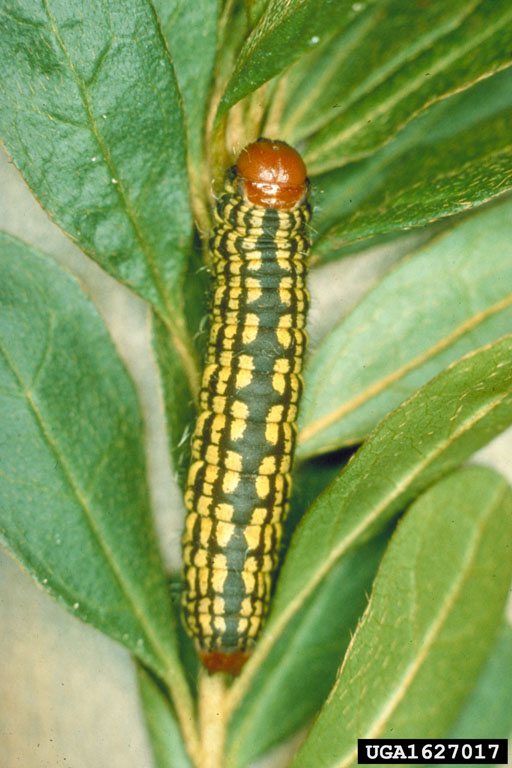

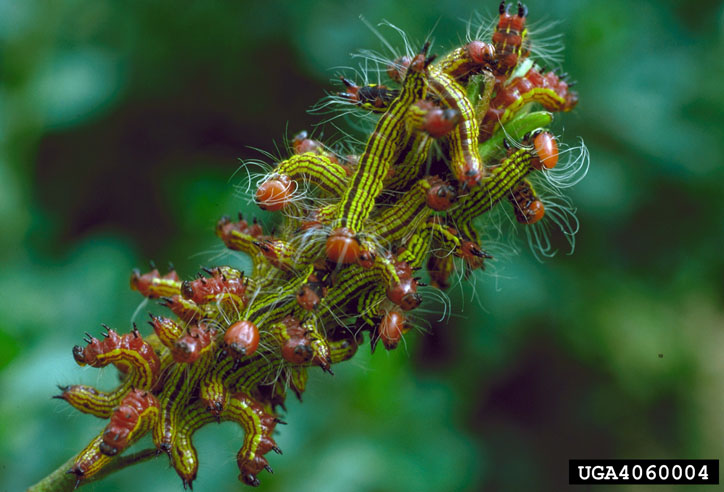

Sải cánh dài 40–50 mm. Con trưởng thành bay từ tháng 6 đến tháng 8. Normally, Mỗi năm loài này có một thế hệ, although there may be a partial second generation in phần phía nam của the range.
Ấu trùng chủ yếu ăn Rhododendron và Andromeda polifolia, nhưng cũng được ghi nhận trên cây táo, dâu xanh và sồi đỏ.